# DeKalb Junction
DeKalb Junction est une census-designated place du comté de Saint Lawrence, dans l'État de New York, aux États-Unis,. En 2020, elle compte une population de 485 habitants.